# Lingua kirghisa
La lingua kirghisa o chirghisa (nome nativo кыргыз тили, traslitterato qırğız tili [ˌqɯɾʁɯztili]) è una lingua turca parlata in Kirghizistan, Cina, Tagikistan e in altri Stati dell'Asia.

## Distribuzione geografica
Secondo Ethnologue, il kirghiso è parlato da circa tre milioni di persone. Si contano 2,45 milioni di locutori in Kirghizistan, 160 000 in Cina e 64 000 in Tagikistan. La lingua è attestata anche in Afghanistan, Kazakistan, Russia, Turchia e Uzbekistan. 

### Lingua ufficiale
Il kirghiso è lingua ufficiale del Kirghizistan.

## Classificazione
Secondo Ethnologue, la classificazione della lingua kirghisa è la seguente:
- Lingue altaiche
  - Lingue turche
    - Lingue turche occidentali
      - Lingue aralo-caspiche
        - Lingua kirghisa

## Grammatica
La tipologia è Soggetto Oggetto Verbo.

## Sistema di scrittura
A seconda dei paesi e delle epoche storiche, per la scrittura del kirghiso sono stati utilizzati l'alfabeto arabo, l'alfabeto cirillico e l'alfabeto latino.
Attualmente, l'alfabeto arabo viene utilizzato in Cina, mentre in Turchia si usa l'alfabeto latino.
La lingua kirghisa si scrive in Kirghizistan con una forma modificata dell'alfabeto cirillico. Fra il 1928 e il 1940 si usava in Kirghizistan l'alfabeto latino; dopo la fine dell'Unione Sovietica e l'indipendenza ottenuta dal paese nel 1991, alcuni politici kirghisi hanno proposto che si tornasse all'alfabeto latino, ma il progetto non è stato mai realizzato.
L'alfabeto cirillico modificato comprende queste aggiunte: 
| Alfabeto cirillico | Nome in kirghiso | Alfabeto arabo | Traslitterazione | Alfabeto latino (1928—1940) | carattere IPA |
| ------------------ | ---------------- | -------------- | ---------------- | --------------------------- | ------------- |
| А а                | а                | ا              | A a              | A a                         | /ɑ/           |
| Б б                | бе               | ب              | B b              | B в                         | /b/, [w], [v] |
| В в                | ве               | ۋ              | V v              | V v                         | /v/           |
| Г г                | ге               | گ ع*           | G g              | G g, Ƣ ƣ                    | /ɡ/ [ʁ]       |
| Д д                | де               | د              | D d              | D d                         | /d/           |
| Е е                | e                | ه              | E e              |                             | /je/, /e/     |
| Ё ё                | ё                | يو             | Yo yo            | Yo yo                       | /jo/          |
| Ж ж                | же               | ج              | C c              | Ç ç (Ƶ ƶ 1938-1940)         | /dʒ/          |
| З з                | зе               | ز              | Z z              | Z z                         | /z/           |
| И и                | и                | ى              | İ i              | I i                         | /i/           |
| Й й                | ий               | ي              | Y y              | J j                         | /j/           |
| К к                | кa               | ك ق*           | K k              | K k, Q q                    | /k/, [q], [χ] |
| Л л                | эл               | ل              | L l              | L l                         | /l/           |
| М м                | эм               | م              | M m              | M m                         | /m/           |
| Н н                | эн               | ن              | N n              | N n                         | /n/           |
| Ң ң                | ың               | ڭ              | Ñ ñ              | Ŋ ŋ                         | /ŋ/           |
| О о                | о                | و              | O o              | O o                         | /o/           |
| Ө ө                | ө                | ۅ              | Ö ö              | Ɵ ɵ                         | /ø/           |
| П п                | пe               | پ              | P p              | P p                         | /p/           |
| Р р                | эр               | ر              | R r              | R r                         | /r/           |
| С с                | эс               | س              | S s              | S s                         | /s/           |
| Т т                | те               | ت              | T t              | T t                         | /t/           |
| У у                | у                | ۇ              | U u              | U u                         | /u/           |
| Ү ү                | ү                | ۉ              | Ü ü              | Y y                         | /y/           |
| Ф ф                | эф               | ف              | F f              | F f                         | /f/           |
| Х х                | ха               | ح              | H h              | X x (H h 1928-1938)         | /χ/ (=/k/)    |
| Ц ц                | це               | تس             | Ţ ţ              | Ts ts                       | /ʦ/           |
| Ч ч                | че               | چ              | Ç ç              | C c                         | /tʃ/          |
| Ш ш                | ша               | ش              | Ş ş              | Ş ş                         | /ʃ/           |
| Щ щ                | ща               | -              | Şt şt            | Şc şc                       | /ʃtʃ/, /ʃː/   |
| Ъ ъ                | ажыратуу белгиси | -              | -                | -                           | -             |
| Ы ы                | ы                | ى              | I ı              | Ь ь                         | /ɯ/           |
| Ь ь                | ичкертүү белгиси | -              | -                | -                           | -             |
| Э э                | э                | ه              | É é              | E e                         | /e/           |
| Ю ю                | ю                | يۋ             | Yu yu            | Yu yu                       | /ju/, /jy/    |
| Я я                | я                | يا             | Ya ya            | Ya ya                       | /ja/, /jɑ/    |

- К + а, о, у, ы ك‎ → ق‎
- Г + а, о, у, ы گ‎ → ع‎

## Esempi
| Alfabeto cirillico | Alfabeto arabo | Traslitterazione | Italiano |
| Бардык адамдар өз беделинде жана укуктарында эркин жана тең укуктуу болуп жаралат. Алардын аң-сезими менен абийири бар жана бири-бирине бир туугандык мамиле кылууга тийиш. | باردىق ادامدار ۅز بەدەلىندە جانا ۇقۇقتارىندا ەركىن جانا تەڭ ۇقۇقتۇۇ بولۇپ جارالات.۔ الاردىن اڭ-سەزىمى مەنەن ابئيىرى بار جانا بئرى-بئرىنە بئر تۇۇعاندىق مامئلە قىلۇۇعا تئيىش. | Bardık adamdar öz bedelinde cana ukuktarında érkin jana teñ ukuktuu bolup caralat. Alardın añ-sezimi menen abiyiri bar cana biri-birine bir tuugandık mamile kıluuga tiyiş. | Tutti gli esseri umani nascono liberi ed eguali in dignità e diritti. Essi sono dotati di ragione e di coscienza e devono agire gli uni verso gli altri in spirito di fratellanza. |